# Sky River Rock Festival
Das Sky River Rock Festival and Lighter Than Air Fair war ein Rockfestival, das erstmals am Labor-Day-Wochenende 1968 in Sultan (Washington) stattfand. Es spielten Grateful Dead, Santana, Country Joe and the Fish und viele mehr. Ein zweites Festival wurde 1969 zwei Wochen nach dem Woodstock-Festival in Tenino (Washington) organisiert. Die dritte Auflage 1970 in Washougal dauerte ganze 10 Tage.

## Vorgeschichte
Am 28. April 1968 organisierte Larry Van Over auf seiner Farm in Duvall (Washington) unweit von Seattle ein Spektakel: ein Klavier wurde von einem Helikopter abgeworfen, anschließend spielten Country Joe and the Fish. Das Ereignis wurde als Zusatz zu einem Konzert eine Woche zuvor veranstaltet -- dort waren Country Joe and the Fish mit anderen Bands aufgetreten. Die Eintrittskarten des Konzerts galten auch für The Great Piano Drop. Zusätzliche Besucher mussten einen Dollar Eintritt zahlen.
Statt der erwarteten 300 Zuschauer waren 3000 gekommen. Dabei entstand die Idee eines Rockfestivals, das vier Monate später als Sky River Rock Festival and Lighter Than Air Fair vom Stapel lief.

## 1968
Das erste Sky River Rock Festival and Lighter than Air Fair fand vom 31. August bis zum 2. September 1968 in Sultan (Washington) statt – knapp ein Jahr vor dem Woodstock-Festival. Der Zusatz Lighter than Air Fair kam von einem Fesselballon, mit dem man in die Luft steigen konnte – jedoch riss der Ballon sich los, bevor jemand einsteigen konnte. Es traten etwa 40 Bands auf, darunter einige, die bereits US-weit bekannt waren. Es wurden 13.000 Tickets verkauft, dazu kamen zahlreiche Besucher ohne Tickets.
Das Festival gilt als das erste mehrtägige Hippie-Rockfestival in freiem Gelände außerhalb von Ortschaften. Es fand auf einer Himbeerfarm am Skykomish River außerhalb von Sultan statt. Es ist nicht völlig klar, welche Musiker und Gruppen tatsächlich (und in welcher Reihenfolge) auftraten, sicher jedoch Grateful Dead (die unangemeldet und unerwartet erschienen), Santana, Big Mama Thornton und die San Francisco Mime Troupe. Die Einnahmen sollten wohltätigen Zwecken gespendet werden, es wurde jedoch ein Verlust von 5000 Dollar eingefahren.
Zu den Bands und Musikern, die angekündigt waren, zählen unter anderem Santana, Big Mama Thornton, James Cotton, Country Joe and the Fish, Richard Pryor, Dino Valenti, Byron Pope, Easy Chair, New Lost City Ramblers, It’s a Beautiful Day, Alice Stuart Thomas, Scott White, The Youngbloods, San Francisco Mime Troupe, Juggernaut, The Peanut Butter Conspiracy und viele mehr.

## 1969

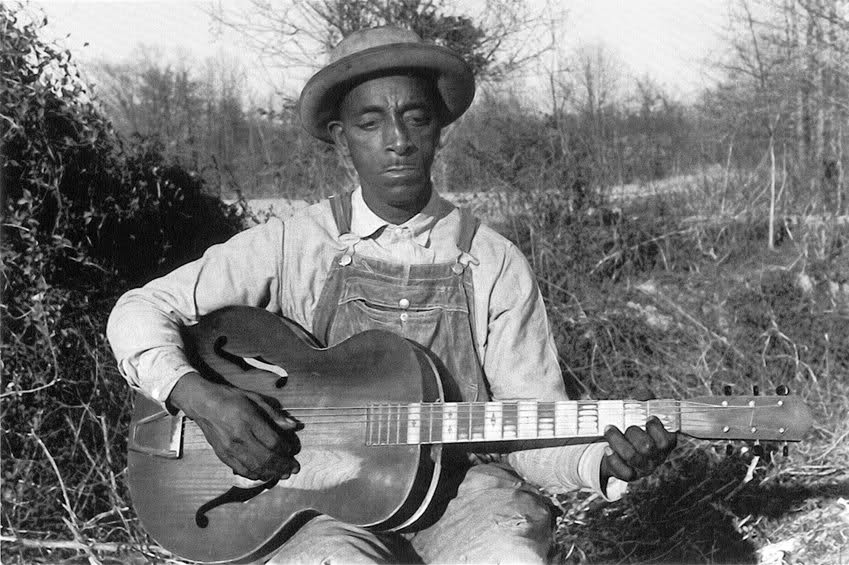
Mississippi Fred McDowell 1960

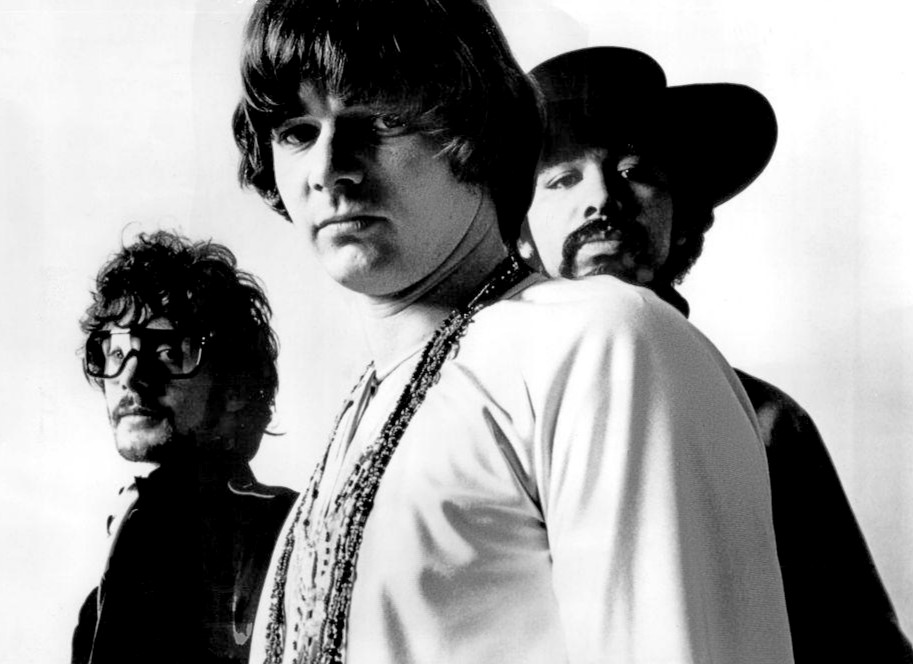
Steve Miller Band 1969

Das zweite Sky River Rock Festival fand zwei Wochen nach dem Woodstock-Festival, vom 30. August bis zum 1. September 1969, in Tenino (Washington) statt. Die Suche nach einem Veranstaltungsort hatte sich schwierig gestaltet, da in den meisten Countys in Washington Rockkonzerte verboten worden waren. Ein zunächst zugesagter Platz war wieder zurückgezogen worden. Schließlich fand man eine Ranch bei Tenino, die geeignet war. Benachbarte Landbesitzer erreichten eine Verfügung, die das Festival untersagte. Die Verfügung wurde aber auf nächsthöherer Ebene aufgehoben, so dass die Veranstaltung in letzter Minute beginnen konnte.
Es kamen etwa 25.000 Besucher, um unter anderem folgende Musiker und Bands zu sehen: James Cotton, Country Joe and the Fish, Flying Burrito Brothers, Buddy Guy, Dan Hicks and His Hot Licks, Dr. Humbead’s New Tranquility String Band, Kaleidoscope, Mississippi Fred McDowell, Steve Miller, New Lost City Ramblers, Pacific Gas & Electric, Sons of Champlin, Mark Spoelstra, The Youngbloods und viele mehr.

## 1970
Sky River III fand 1970 in Washougal bei Vancouver (Washington) statt. Mit einer Dauer von 10 Tagen, vom 28. August bis zum 8. September 1970, zählt es zu den längsten Rockfestivals. Über 40 Bands waren auf dem Festivalposter angekündigt. An manchen Tagen kamen über 10.000 Besucher.